# ديتا دي ليون
ديتا دي ليون (بالإنجليزية: Dita de Leon)‏ هي أكاديمية أمريكية، ولدت في 18 سبتمبر 1980 في ريو بيدراس ‏ في الولايات المتحدة.

## وصلات خارجية
- الموقع الرسمي